# 咬童
咬童（1294年—1332年），元朝官员，阿鲁威氏。
以中书直省舍人出任为济南总管府治中，拜陕西行台监察御史，改内台御史。江淮设置财赋总管府，他担任同知府事。至顺二年（1331年），改任海道都漕运副万户。之前，春运先从浙西装发。次年，浙西大水，行省商议拨江东粮十七万石来补充。咬童建议先发浙西所有粮米，再慢慢以江东之粮补充。行省同意他的建议。无锡州千户玉伦赤不花不听命，咬童弹劾他。各所不敢误期。船达直沽，咬童再以御粮情况告知监察御史。海船运辽东粟菽八万石，船主争相承载，咬童让他们拈阄决断，入觐京师时，途中去世。